# Tuhaň (ort i Tjeckien, Mellersta Böhmen)
Tuhaň är en ort i Tjeckien.   Den ligger i regionen Mellersta Böhmen, i den centrala delen av landet, 24 km norr om huvudstaden Prag. Tuhaň ligger 164 meter över havet och antalet invånare är 540.
Terrängen runt Tuhaň är platt.Runt Tuhaň är det ganska tätbefolkat, med 185 invånare per kvadratkilometer. Närmaste större samhälle är Mělník, 6,8 km nordväst om Tuhaň. Runt Tuhaň är det i huvudsak tätbebyggt.